# Edward Coke (1758–1837)
Edward Coke, född 1758, död 1837, var en brittisk politiker och godsägare.
Edward Coke var andre son till Wenman Coke och yngre bror till Thomas Coke, den firade Coke av Norfolk, som senare blev earl av Leicester. Han var High Sheriff of Derbyshire 1819.
Hans huvudsakliga intressen fanns i Derbyshire, där han bodde på Longford Hall och han satt i underhuset för valkretsen Derby i Derby från 1780 till 1817, med ett kort avbrott 1807 då han ersatte sin bror i Norfolk.